# Pietro Negroni
Pour les articles homonymes, voir Negroni.
Pietro Negroni ou Il Giovane Zingaro ou Zingarello (Cosenza, v. 1505 - 1565) est un peintre italien de l'école napolitaine du Cinquecento.

## Biographie
Disciple des peintres Giovanni Antonio d’Amato et Marco Calabrese, Pietro Negroni a été fortement influencé par Polidoro da Caravaggio.
Il fut chargé de préparer les scénographies pour l'arrivée en ville de l'empereur Charles Quint, commande qui lui apporta un certain prestige.
Beaucoup de ses œuvres se trouvent en Campanie, Sicile et surtout Calabre, comme les  églises de Cosenza, de Castrovillari et de Cassano allo Ionio.

## Œuvres
- Adoration des mages, et le Châtiment du Christ, Sant'Angelo
- Madonna col Bambino, Santa Croce, Lucques
- Retable pour l'église  de la congrégation de Mongrassano en Calabre
- Portrait d'un jeune homme, Galleria Borghese, Rome
- Annonciation, Cassano allo Ionio
- San Paolo, San Pietro et Santissima Trinità, panneaux d'un polyptyque (aujourd'hui démembré), pour le  Couvent de la Réforme à San Marco Argentano
- La Vierge à l’Enfant entre les saints André et Jacques, 1555, huile sur peuplier, 212 x 158 cm, musée des Beaux-Arts d’Orléans[3]
- La Visitation, dessin, département des Arts graphiques du musée du Louvre

## Sources
- (en) Cet article est partiellement ou en totalité issu de l’article de Wikipédia en anglais intitulé « Pietro Negroni » (voir la liste des auteurs).